# Mihail Gyonin
Mihail Gyonin est un footballeur bulgare né le 25 novembre 1941 à Borovan.
Avec l'équipe de Bulgarie, il décroche la médaille d'argent lors du tournoi olympique de Mexico 1968. 

## Biographie
Il participe avec l'équipe de Bulgarie aux Jeux olympiques d'été de 1968. Lors de cette compétition, il joue quatre matchs. Il se met en évidence en inscrivant un but lors de la large victoire contre la Thaïlande (victoire 7-0).

## Palmarès
- Médaille d'argent aux Jeux olympiques de Mexico en 1968 avec l'équipe du Mexique[2]
- Vainqueur de la Coupe de Bulgarie en 1968 avec le Spartak Sofia
- Finaliste de la Coupe de Bulgarie en 1967 avec le Spartak Sofia
- Finaliste de la Coupe des Balkans des clubs en 1968 avec le Spartak Sofia
- Vice-champion de Bulgarie en 1969 avec le Levski Sofia
- Finaliste de la Coupe de Bulgarie en 1969 avec le Levski Sofia